# Élisabeth de Sicile (1310-1349)
Pour les articles homonymes, voir Élisabeth de Sicile.
Élisabeth de Sicile (1310–1349) est une aristocrate, duchesse de Bavière et la deuxième fille de Frédéric II de Sicile et d'Éléonore d'Anjou.   
Le 27 juin 1328, Élisabeth épouse Étienne II, duc de Bavière fils de Louis IV, empereur romain germanique et de Béatrice de Świdnica. De leur union naquirent : 
1. Étienne III de Bavière (1337 - septembre 1413, Niederschönfeld) ;
2. Agnès de Bavière (v.1338-?), mariée en 1356 à Jacques de Lusignan (1334-1398), roi de Chypre en 1382 ;
3. Frédéric de Bavière-Landshut (1339 - décembre 1393, Budweis) ;
4. Jean II de Bavière-Munich (1341-1397) épouse Catherine de Gorz[2].

## Descendance
Deux de ses fils sont devenus duc de Bavière. Agnès devient reine de Chypre par son mariage en 1356 avec Jacques de Lusignan (1334-1398). Sa petite-fille est Isabeau de Bavière, reine de France par son mariage avec Charles VI de France. Les enfants d'Isabeau comprenaient : Isabelle de France, reine d'Angleterre, Catherine de France, également reine d'Angleterre, Michelle de France, duchesse de Bourgogne et Charles VII de France. 
Élisabeth meurt en 1349. Son corps repose à la cathédrale de Munich. 
Son époux se remarie avec Marguerite de Nuremberg (morte en 1377). 